# Olympische Sommerspiele 1996/Leichtathletik – 400 m Hürden (Frauen)

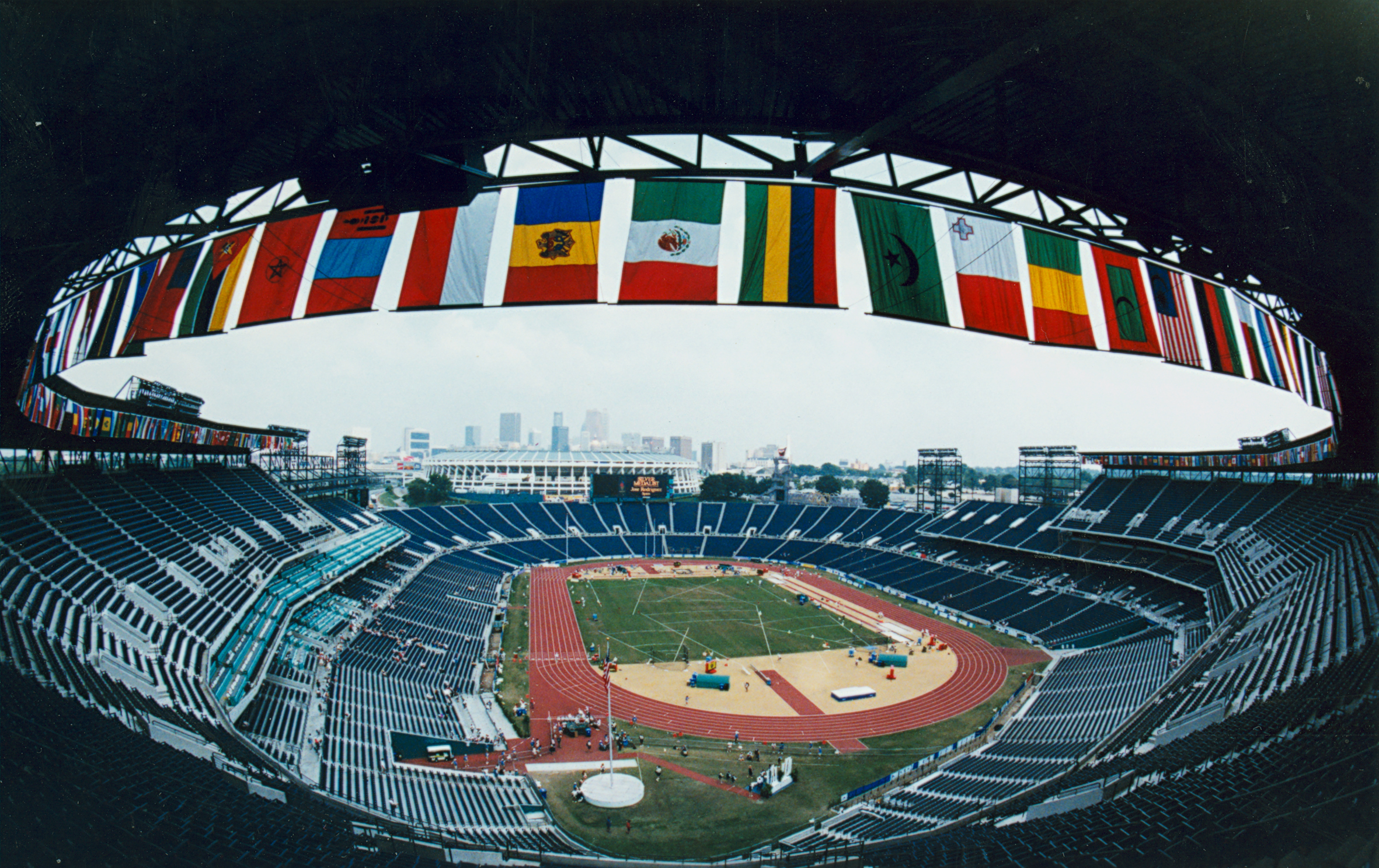
Das Centennial Olympic Stadium von Atlanta im Jahr 1996

Der 400-Meter-Hürdenlauf der Frauen bei den Olympischen Spielen 1996 in Atlanta wurde am 28., 29. und 31. Juli 1996 im Centennial Olympic Stadium ausgetragen. 29 Athletinnen nahmen teil.
Olympiasiegerin wurde die Jamaikanerin Deon Hemmings. Sie gewann vor den US-Amerikanerinnen Kim Batten und Tonja Buford-Bailey.
Für Deutschland starteten Heike Meißner und Silvia Rieger. Beide erreichten das Finale. Meißner wurde Fünfte, Rieger Achte.

Die Schweiz wurde durch Michèle Schenk und Martina Stoop vertreten. Stoop schied in der Vorrunde aus, Schenk im Halbfinale.

Athletinnen aus Österreich und Liechtenstein nahmen nicht teil.

## Aktuelle Titelträgerinnen
| Olympiasiegerin 1992                      | Sally Gunnell ( Großbritannien)   | 53,23 s     | Barcelona 1992       |
| Weltmeisterin 1995                        | Kim Batten ( USA)                 | 52,61 s     | Göteborg 1995        |
| Europameisterin 1994                      | Sally Gunnell ( Großbritannien)   | 53,33 s     | Helsinki 1994        |
| Panamerikanische Meisterin 1995           | Kim Batten ( USA)                 | 54,74 s     | Mar del Plata 1995   |
| Zentralamerika und Karibik-Meisterin 1995 | Lency Montelier ( Kuba)           | 56,9 s      | Guatemala-Stadt 1995 |
| Südamerika-Meisterin 1995                 | Ximena Restrepo ( Kolumbien)      | 57,42 s     | Manaus 1995          |
| Asienmeisterin 1995                       | Hsu Pei-chin ( Chinesisch Taipeh) | 56,99 s     | Jakarta 1995         |
| Afrikameisterin 1996                      | Saidat Onanuga ( Nigeria)         | 56,64 s     | Yaoundé 1996         |
| Ozeanienmeisterin 1994                    | Mary-Estelle Kapalu ( Vanuatu)    | 1:01,70 min | Auckland 1994        |

## Rekorde

### Bestehende Rekorde
| Weltrekord         | 52,61 s | Kim Batten ( USA)                  | Göteborg, Schweden        | 11. August 1995    |
| Olympischer Rekord | 53,17 s | Debbie Flintoff-King ( Australien) | Finale OS Seoul, Südkorea | 28. September 1988 |

### Rekordverbesserung
Die jamaikanische Olympiasiegerin Deon Hemmings verbesserte den bestehenden olympischen Rekord im Finale am 31. Juli um 35 Hundertstelsekunden auf 52,82 s im Finale. Den Weltrekord verfehlte sie dabei nur um 21 Hundertstelsekunden.

## Dopingkontroverse um Sandra Farmer-Patrick
Die US-Athletin Sandra Farmer-Patrick war bei den US-Olympiaausscheidungen im Juni 1996 der Einnahme von Testosteron überführt worden. Trotz des Resultates wurde sie zu den Olympischen Spielen in Atlanta zugelassen. Erst elf Monate nach dem Dopingnachweis wurde sie für vier Jahre gesperrt. Die Verzögerung zwischen Nachweis und Urteil erfolgte aufgrund der Handlungsunfähigkeit des Weltleichtathletikverbandes IAAF. Da die Mitgliedsverbände in vielen Bereichen autonom sind, kann die IAAF nicht entsprechend eingreifen. Somit wurde die Sperre für Farmer-Patrick erst im Mai 1997 gültig.

## Vorrunde
28. Juli 1996
Die Athletinnen traten zu insgesamt vier Vorläufen an. Für das Viertelfinale qualifizierten sich pro Lauf die ersten drei Sportlerinnen. Darüber hinaus kamen die vier Zeitschnellsten, die sogenannten Lucky Loser, weiter. Die direkt qualifizierten Läuferinnen sind hellblau, die Lucky Loser hellgrün unterlegt.
Anmerkung:
Alle Zeiten sind in Ortszeit Atlanta (UTC−5) angegeben.

### Vorlauf 1
11:30 Uhr
| Platz | Name                  | Nation            | Zeit (s) |
| ----- | --------------------- | ----------------- | -------- |
| 1     | Guðrún Arnardóttir    | Island            | 54,88    |
| 2     | Sandra Farmer-Patrick | USA               | 55,55    |
| 3     | Debbie-Ann Parris     | Jamaika           | 55,64    |
| 4     | Michèle Schenk        | Schweiz           | 55,70    |
| 5     | Tazzjana Ljadouskaja  | Belarus           | 55,82    |
| 6     | Virna De Angeli       | Italien           | 57,12    |
| 7     | Mary-Estelle Kapalu   | Vanuatu           | 58,68    |
| 8     | Hsu Pei-chin          | Chinesisch Taipeh | 58,80    |

### Vorlauf 2
11:37 Uhr
| Platz | Name                | Nation         | Zeit (s) |
| ----- | ------------------- | -------------- | -------- |
| 1     | Tonja Buford-Bailey | USA            | 55,23    |
| 2     | Sally Gunnell       | Großbritannien | 55,29    |
| 3     | Silvia Rieger       | Deutschland    | 55,33    |
| 4     | Rosey Edeh          | Kanada         | 55,64    |
| 5     | Natalja Torschina   | Kasachstan     | 55,94    |
| 6     | Martina Stoop       | Schweiz        | 56,32    |
| 7     | Miriam Alonso       | Spanien        | 56,53    |
| 8     | Omolade Akinremi    | Nigeria        | 56,83    |

### Vorlauf 3
11:44 Uhr
| Platz | Name                    | Nation    | Zeit (s) |
| ----- | ----------------------- | --------- | -------- |
| 1     | Kim Batten              | USA       | 54,92    |
| 2     | Tetjana Tereschtschuk   | Ukraine   | 55,82    |
| 3     | Ann Mercken             | Belgien   | 55,88    |
| 4     | Anna Knoros             | Russland  | 56,21    |
| 5     | Catherine Scott-Pomales | Jamaika   | 56,21    |
| 6     | Karen van der Veen      | Südafrika | 57,00    |
| 7     | Tanja Kurotschkina      | Belarus   | 57,28    |

### Vorlauf 4
11:51 Uhr
| Platz | Name            | Nation      | Zeit (s) |
| ----- | --------------- | ----------- | -------- |
| 1     | Deon Hemmings   | Jamaika     | 54,70    |
| 2     | Heike Meißner   | Deutschland | 55,05    |
| 3     | Susan Smith     | Irland      | 55,22    |
| 4     | Ionela Târlea   | Rumänien    | 55,42    |
| 5     | Lana Jēkabsone  | Lettland    | 56,18    |
| 6     | Nelli Woronkowa | Belarus     | 56,97    |
| 7     | Eva Paniagua    | Spanien     | 58,10    |

## Halbfinale
29. Juli 1996
In den beiden Halbfinalläufen qualifizierten sich die jeweils ersten vier Athletinnen (hellblau unterlegt) für das Finale.

### Lauf 1

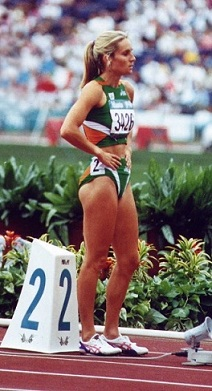
Susan Smith – ausgeschieden als Fünfte des ersten Halbfinals

21:24 Uhr
| Platz | Name                  | Nation      | Zeit (s) |
| ----- | --------------------- | ----------- | -------- |
| 1     | Deon Hemmings         | Jamaika     | 52,99    |
| 2     | Tonja Buford-Bailey   | USA         | 53,38    |
| 3     | Heike Meißner         | Deutschland | 54,27    |
| 4     | Ionela Târlea         | Rumänien    | 54,41    |
| 5     | Susan Smith           | Irland      | 54,93    |
| 6     | Ann Mercken           | Belgien     | 54,95    |
| 7     | Tazzjana Ljadouskaja  | Belarus     | 54,99    |
| 8     | Tetjana Tereschtschuk | Ukraine     | 55,34    |

### Lauf 2

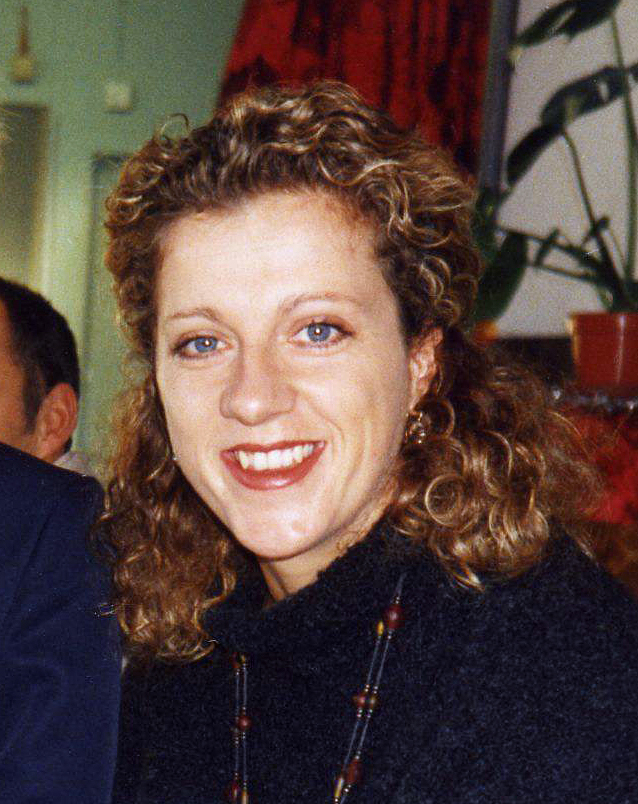
Die Olympiasiegerin von 1992 Sally Gunnell schied m zweiten Halbfinale verletzungsbedingt aus

21:40 Uhr
| Platz | Name                  | Nation         | Zeit (s) |
| ----- | --------------------- | -------------- | -------- |
| 1     | Kim Batten            | USA            | 53,65    |
| 2     | Silvia Rieger         | Deutschland    | 54,27    |
| 3     | Rosey Edeh            | Kanada         | 54,49    |
| 4     | Debbie-Ann Parris     | Jamaika        | 54,72    |
| 5     | Sandra Farmer-Patrick | USA            | 54,73    |
| 6     | Guðrún Arnardóttir    | Island         | 54,81    |
| 7     | Michèle Schenk        | Schweiz        | 55,96    |
| DNF   | Sally Gunnell         | Großbritannien |          |

## Finale
31. Juli 1996, 19:40 Uhr
| Platz | Name                | Nation      | Zeit (s) | Anmerkung |
| ----- | ------------------- | ----------- | -------- | --------- |
| 1     | Deon Hemmings       | Jamaika     | 52,82    | OR        |
| 2     | Kim Batten          | USA         | 53,08    |           |
| 3     | Tonja Buford-Bailey | USA         | 53,22    |           |
| 4     | Debbie-Ann Parris   | Jamaika     | 53,97    |           |
| 5     | Heike Meißner       | Deutschland | 54,03    |           |
| 6     | Rosey Edeh          | Kanada      | 54,39    |           |
| 7     | Ionela Târlea       | Rumänien    | 54,40    |           |
| 8     | Silvia Rieger       | Deutschland | 54,57    |           |

Im Finale trafen jeweils zwei US-Athletinnen, Jamaikanerinnen und Deutsche auf je eine Starterin aus Kanada und Rumänien.
Man erwartete einen Dreikampf zwischen der Weltmeisterin und Weltrekordlerin Kim Batten aus den USA, ihrer Landsfrau Tonja Buford-Bailey, Vizeweltmeisterin, sowie der jamaikanischen WM-Dritten Deon Hemmings. Die britische Olympiasiegerin von 1992 Sally Gunnell hatte verletzungsbedingt in ihrem Halbfinallauf aufgeben müssen.
Im Finale übernahm Hemmings auf Bahn fünf laufend von der zweiten Hürde an die Führung. Sie konnte die Kurvenvorlage auf Batten, die auf Bahn sechs lief, bereits auf der Gegengeraden wettmachen. Doch an der achten Hürde lagen Hemmings, Batten und Buford-Bailey wieder nahezu gleichauf. Die drei Favoritinnen gingen deutlich vor allen anderen Konkurrentinnen auf die Zielgerade. Hemmings lag knapp vor Buford-Bailey, hauchdünn dahinter lief Batten. Deon Hemmings hatte am Ende das größte Stehvermögen und wurde mit mehr als zwei Metern Vorsprung Olympiasiegerin. Kim Batten gewann gut einen Meter vor Tonja Buford-Bailey die Silbermedaille. Deutlich dahinter belegten die Australierin Debbie-Ann Parris, Heike Meißner aus Deutschland und die Kanadierin Rosey Edeh in dieser Reihenfolge die Ränge vier bis sechs. Siebte wurde Ionela Târlea aus Rumänin vor der zweiten Deutschen Silvia Rieger.
Deon Hemmings war die erste Olympiasiegerin Jamaikas in dieser Disziplin.

## Videolinks
- 6385 Olympic 1996 400m Hurdles Women, youtube.com, abgerufen am 16. Januar 2022
- Women's 400m Hurdles Final Atlanta Olympics 1996, youtube.com, abgerufen am 8. März 2018